# Chenevrey-et-Morogne
Chenevrey-et-Morogne é uma comuna francesa na região administrativa de Borgonha-Franco-Condado, no departamento de Alto Sona. Estende-se por uma área de 8,86 km². Em 2010 a comuna tinha 314 habitantes (densidade: 35,4 hab./km²).